# Pseudonovibos spiralis
Pseudonovibos spiralis, conocido vulgarmente como kting voar, khting vor, linh dương, o vaca comeserpientes, es una especie no oficial de mamífero bóvido que se presume habita Camboya y Vietnam.

## Características
Pseudonovibos spiralis es normalmente descrito como un animal parecido a una vaca con extraños cuernos retorcidos de aproximadamente 45 centímetros y piel moteada. A menudo tiene alguna clase de relación con las serpientes, variando entre historias.

## Nombres
Kting voar es el nombre camboyano del animal. Esto fue erróneamente traducido en occidente como "oveja de la jungla", creando a una suposición equivocada de que el animal estaba relacionado con las ovejas y cabras. De hecho el nombre significa "gaur cuernos de liana" (un gaur es una especie de vaca asiática salvaje).
Añadiéndose a la confusión, el nombre vietnamita linh dương significa ('antílope') o ('ñu') era una usado para referirse a este animal. Sin embargo, este es de hecho un nombre local del serau chino.
Otro nombre Kampucheano posiblemente incluyen kting sipuoh ( 'ganado comeserpientes') y khting pôs. La latinización binomial "Pseudonovibos spiralis" es invalida, dado que el holotipo para la especie fue identificado como vaca domesticada. Aun así, el nombre significaría c.f. 'Falso ganado nuevo con cuernos espirales'.

## Controversia
Para los científicos occidentales, la primera evidencia que apoya la existencia del kting voar fue un conjunto de cuernos encontrados por el biólogo Wolfgang Peter en un mercado de la ciudad de Ho Chi Minh (Peter & Feiler, 1994a). Los cuernos eran tan inusuales que Peter creyó que pertenecían a una especie nueva (Peter & Feiler, 1994b).
Ninguna información anatómica, a excepción de los cuernos y frente, se encuentra disponible, así que el estado filogenético del kting voar ha sido incierto. Peter & Feiler (1994a) propusieron relaciones del P. spiralis con el antilopini, pero los análisis morfológicos realizados por Dioli (1995, 1997) y Timm & Brandt (2001) sugiere afinidades con los bóvidos, mientras Nadler (1997) creía que el P. spiralis se relacionaba con los caprinae. Los estudios de la genética alegan que los especímenes de kting voar han producido resultados confusos (Hammer et al., 1999; Kuznetsov et al., 2001a,b, 2002). Aun así, estos resultados de ADN han sido demostrados como casos de contaminación de ADN (Hassanin & Douzery, 2000; Hassanin, 2002; Olson & Hassanin, 2003).
Todos los supuesto especímenes de kting voar que fueron sujetos a pruebas de ADN hasta la fecha han sido cuernos de ganado modificado artificialmente (Hassanin et al., 2001; Thomas, Seveau, y Hassanin, 2001; Hassanin, 2002). La explicación más probable, dado los resultados ADN y el inusual pelaje moteada (el cual es común en ganado domesticado, pero inusual en ganado salvaje), parecen ser que los especímenes modernos son cuernos de ganado modificados con una complicada técnica para servir como talismanes antiserpientes.
La vigorosa controversia sobre la existencia del P. spiralis fue cubierta en Nature (Whitfield, 2002), New York Times (Mydans, 2002), y Science(Malakoff, 2001).
Hay también un informe temprano de cazadores de tigres británicos a inicios del siglo XX, que observaron al kting voar y al cual le dispararon dos veces para usarlo como cebo para tigres.
La opinión escéptica es que el kting voar es un animal mítico. Cuernos de vaca son a menudo vendidos como imitación de los cuernos de kting voar en los mercados Kampuchanos. Aun así, algunos científicos, como el notable mastólogo americano el Dr. Robert Timm, considera probable que la raíz del folclore es una especie real, distinta de otros bóvidos salvajes (Brandt et al., 2001; Timm & Brandt, 2001). En tal caso, este animal estaría altamente amenazado o probablemente recientemente extinto, por la caza desmedida y la deforestación, así como diezmaron las poblaciones de otros grandes mamíferos en la región.
Más recientemente, Feiler et al. (2002) estableció que la mayoría de las vainas de cuernos del kting voar, incluyendo el holotipo eran embellecidas superficialmente, pero habría que investigar si estos cuernos pertenecen a ganado o una especie distinta.
Hasta que mayor evidencia sea obtenida, la existencia del kting voar como especie real tendría que ser considerada como cuestionable (Galbreath & Melville, 2003).